# Aeropuerto de Newcastle upon Tyne
El Aeropuerto Newcastle (IATA:NCL; ICAO:EGNT) está entre los más importantes del Reino Unido. Opera con los principales puntos de Europa, entre otros destinos. Poco más de 5 millones de pasajeros lo transitaron durante 2008.

## Aerolíneas y destinos

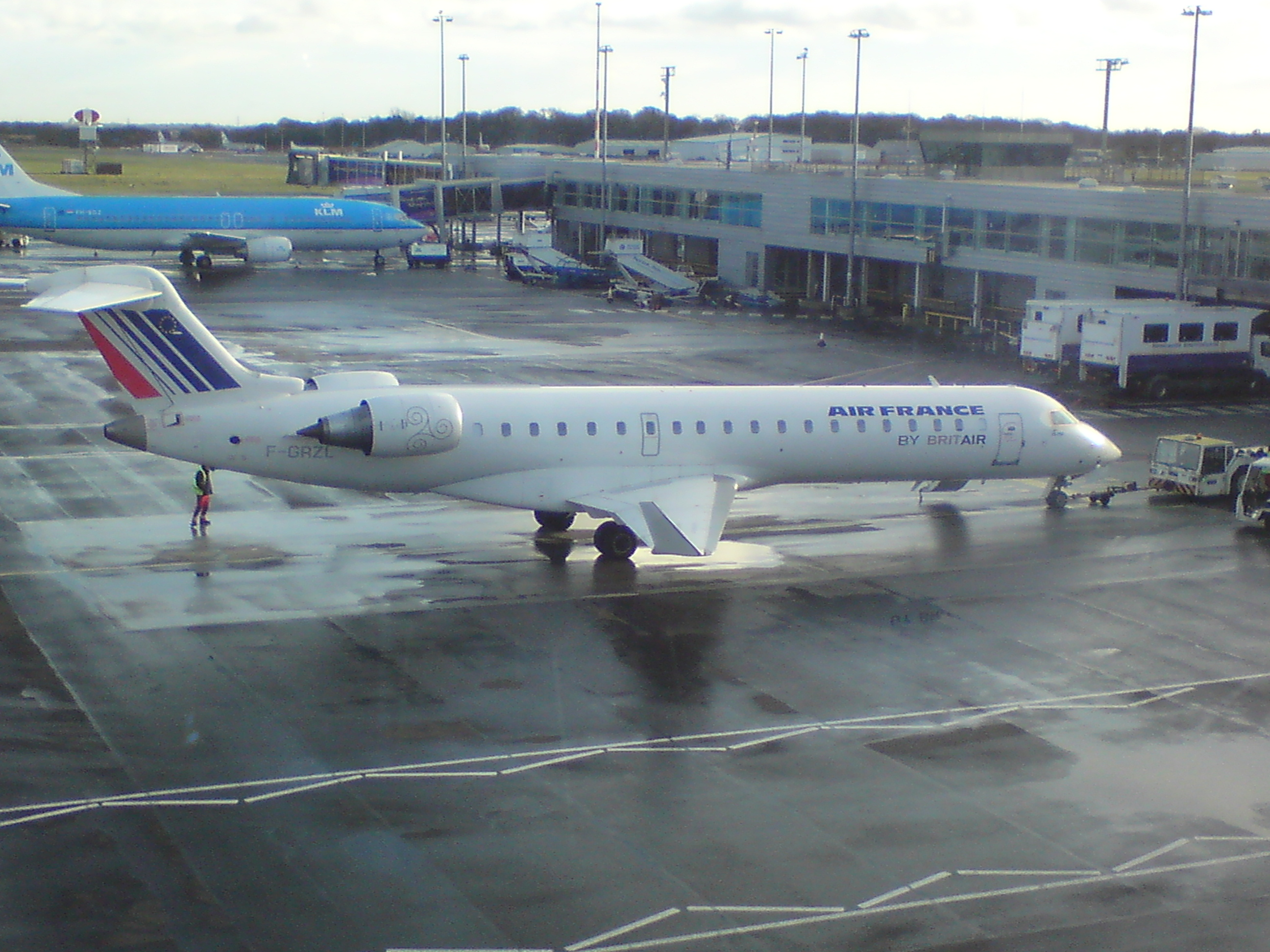
Air France operado por Brit Air en NCL

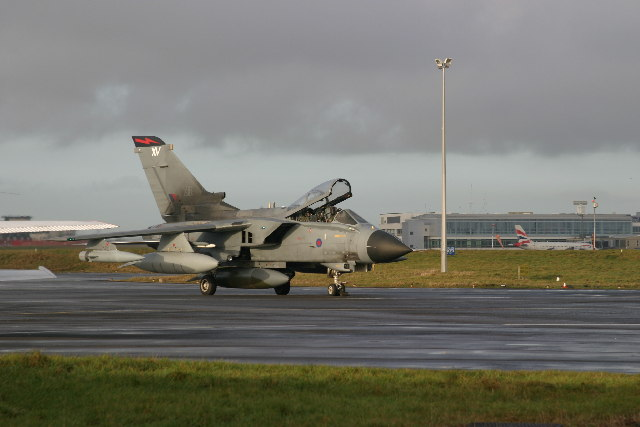
RAF Tornado en el aeropuerto de Newcastle

### Destinos nacionales
| Ciudades          | Nombre del aeropuerto               | Aerolíneas            |
| Reino Unido       | Reino Unido                         | Reino Unido           |
| ----------------- | ----------------------------------- | --------------------- |
| Inglaterra        |                                     |                       |
| Brístol           | Aeropuerto Internacional de Brístol | EasyJet               |
| Exeter            | Aeropuerto de Exeter                | Loganair              |
| Londres           | Aeropuerto de Londres-Heathrow      | British Airways       |
| Newquay           | Aeropuerto de Newquay Cornwall      | Loganair (estacional) |
| Southampton       | Aeropuerto de Southampton           | Loganair              |
| Irlanda del Norte |                                     |                       |
| Belfast           | Aeropuerto Internacional de Belfast | EasyJet               |

### Destinos internacionales
| Ciudades por países | Nombre del aeropuerto                                           | Aerolíneas |
| África              | África                                                          | África |
| ------------------- | --------------------------------------------------------------- | --- |
| Cabo Verde          |                                                                 | |
| Sal                 | Aeropuerto Internacional Amílcar Cabral                         | TUI Airways |
| Egipto              |                                                                 | |
| Hurgada             | Aeropuerto Internacional de Hurghada                            | TUI Airways |
| Sharm el-Sheij      | Aeropuerto Internacional de Sharm el-Sheij                      | EasyJet (inicia el 3 de agosto de 2026) / TUI Airways |
| Marruecos           |                                                                 | |
| Agadir              | Aeropuerto de Agadir-Al Massira                                 | Jet2.com (inicia el 29 de marzo de 2026) / TUI Airways |
| Marrakech           | Aeropuerto de Marrakech-Menara                                  | Jet2.com (inicia el 10 de octubre de 2025) |
| Túnez               |                                                                 | |
| Enfidha             | Aeropuerto Internacional de Enfidha-Hammamet                    | EasyJet (inicia el 29 de marzo de 2026) / TUI Airways (estacional)                                                                                                   |
| América del Norte   |                                                                 | |
| Estados Unidos      |                                                                 | |
| Orlando             | Aeropuerto Internacional de Orlando-Melbourne                   | TUI Airways (estacional) |
| México              |                                                                 | |
| Cancún              | Aeropuerto Internacional de Cancún                              | TUI Airways (estacional) |
| Asia                |                                                                 | |
| Chipre              |                                                                 | |
| Lárnaca             | Aeropuerto Internacional de Lárnaca                             | Jet2.com (estacional) / TUI Airways (estacional) |
| Pafos               | Aeropuerto Internacional de Pafos                               | Jet2.com (estacional) / Ryanair / TUI Airways (estacional) |
| EAU                 |                                                                 | |
| Dubái               | Aeropuerto Internacional de Dubái                               | Emirates |
| Turquía             |                                                                 | |
| Antalya             | Aeropuerto de Antalya                                           | Corendon Airlines (estacional) / EasyJet (inicia el 29 de marzo de 2026) / Freebird Airlines (chárter estacional) / Jet2.com / SunExpress / TUI Airways (estacional) |
| Bodrum              | Aeropuerto de Milas-Bodrum                                      | Jet2.com (estacional) |
| Dalaman             | Aeropuerto de Dalaman                                           | EasyJet (estacional) (inicia el 31 de marzo de 2026) / Freebird Airlines (chárter estacional) / Jet2.com (estacional) / SunExpress (estacional)                      |
| Esmirna             | Aeropuerto de Esmirna-Adnan Menderes                            | Jet2.com (estacional) |
| Europa              |                                                                 | |
| Alemania            |                                                                 | |
| Berlín              | Aeropuerto de Berlín-Brandeburgo Willy Brandt                   | Eurowings (estacional) / Jet2.com (estacional) |
| Colonia             | Aeropuerto de Colonia/Bonn                                      | Jet2.com (estacional) |
| Düsseldorf          | Aeropuerto Internacional de Düsseldorf                          | Eurowings |
| Frankfurt           | Aeropuerto Internacional de Frankfurt                           | Lufthansa |
| Austria             |                                                                 | |
| Innsbruck           | Aeropuerto de Innsbruck                                         | TUI Airways (estacional) |
| Salzburgo           | Aeropuerto de Salzburgo                                         | TUI Airways (estacional) |
| Viena               | Aeropuerto de Viena-Schwechat                                   | Jet2.com (estacional) |
| Bulgaria            |                                                                 | |
| Burgas              | Aeropuerto de Burgas                                            | Jet2.com (estacional) / TUI Airways (estacional) |
| Sofía               | Aeropuerto de Sofía                                             | TUI Airways (estacional) (inicia el 20 de diciembre de 2025) |
| Croacia             |                                                                 | |
| Dubrovnik           | Aeropuerto de Dubrovnik                                         | Jet2.com (estacional) / TUI Airways (estacional) |
| Zadar               | Aeropuerto de Zadar                                             | Ryanair (estacional) |
| Dinamarca           |                                                                 | |
| Copenhague          | Aeropuerto de Copenhague-Kastrup                                | Jet2.com (estacional) / Norwegian (estacional) |
| España              |                                                                 | |
| Alicante            | Aeropuerto de Alicante-Elche                                    | EasyJet (estacional) / Jet2.com / Ryanair / TUI Airways |
| Barcelona           | Aeropuerto de Barcelona-El Prat                                 | Jet2.com (inicia el 21 de mayo de 2026) / Ryanair |
| Fuerteventura       | Aeropuerto de Fuerteventura                                     | Jet2.com / Ryanair |
| Gerona              | Aeropuerto de Gerona                                            | Jet2.com (estacional) |
| Gran Canaria        | Aeropuerto de Gran Canaria                                      | Jet2.com / Ryanair / TUI Airways |
| Ibiza               | Aeropuerto de Ibiza                                             | Jet2.com (estacional) / Ryanair (estacional) / TUI Airways (estacional)                                                                                              |
| Lanzarote           | Aeropuerto de Lanzarote                                         | Jet2.com / Ryanair / TUI Airways |
| Málaga              | Aeropuerto de Málaga-Costa del Sol                              | EasyJet (estacional) / Jet2.com / Ryanair / TUI Airways (estacional)                                                                                                 |
| Menorca             | Aeropuerto de Menorca                                           | Jet2.com (estacional) / TUI Airways (estacional) |
| Palma de Mallorca   | Aeropuerto de Palma de Mallorca                                 | EasyJet (estacional) / Jet2.com (estacional) / Ryanair (estacional) / TUI Airways (estacional)                                                                       |
| Reus                | Aeropuerto de Reus                                              | EasyJet (estacional) (inicia el 1 de agosto de 2026) / Jet2.com (estacional) / TUI Airways (estacional)                                                              |
| Tenerife            | Aeropuerto de Tenerife-Sur                                      | Jet2.com / Ryanair / TUI Airways |
| Finlandia           |                                                                 | |
| Kittilä             | Aeropuerto de Kittilä                                           | TUI Airways (estacional) |
| Rovaniemi           | Aeropuerto de Rovaniemi                                         | TUI Airways (estacional) |
| Francia             |                                                                 | |
| Chambéry            | Aeropuerto de Chambéry                                          | Jet2.com (estacional) (inicia el 20 de diciembre de 2026) |
| Grenoble            | Aeropuerto de Grenoble-Isère                                    | Jet2.com (estacional) |
| Niza                | Aeropuerto Internacional de Niza-Costa Azul                     | EasyJet (estacional) (reinicia el 29 de marzo de 2025) |
| París               | Aeropuerto de París-Charles de Gaulle                           | Air France / EasyJet |
| Grecia              |                                                                 | |
| Cefalonia           | Aeropuerto Internacional de Cefalonia                           | Jet2.com (estacional) / TUI Airways (estacional) |
| Corfú               | Aeropuerto Internacional de Corfú-Ioannis Kapodistrias          | EasyJet (estacional) (inicia el 3 de abril de 2026) / Jet2.com (estacional) / TUI Airways (estacional)                                                               |
| Cos                 | Aeropuerto Internacional de Kos-Hipócrates                      | Jet2.com (estacional) / TUI Airways (estacional) |
| Heraclión           | Aeropuerto Internacional de Heraclión Nikos Kazantzakis         | Jet2.com (estacional) / TUI Airways (estacional) |
| La Canea            | Aeropuerto Internacional de La Canea                            | Jet2.com (estacional) / Ryanair (estacional) |
| Préveza             | Aeropuerto de Préveza                                           | Jet2.com (estacional) (inicia el 27 de mayo de 2026) |
| Rodas               | Aeropuerto Internacional de Rodas-Diágoras                      | EasyJet (estacional) (inicia el 31 de marzo de 2026) / Jet2.com (estacional) / TUI Airways (estacional)                                                              |
| Scíathos            | Aeropuerto Internacional de Scíathos - Alexandros Papadiamantis | Jet2.com (estacional) / TUI Airways (estacional) |
| Salónica            | Aeropuerto Internacional Macedonia                              | Jet2.com (estacional) |
| Santorini           | Aeropuerto de Santorini                                         | Jet2.com (estacional) |
| Zacinto             | Aeropuerto Internacional de Zante                               | Jet2.com (estacional) / TUI Airways (estacional) |
| Guernsey            |                                                                 | |
| Guernsey            | Aeropuerto de Guernsey                                          | Blue Islands (estacional) |
| Hungría             |                                                                 | |
| Budapest            | Aeropuerto de Budapest-Ferenc Liszt                             | Jet2.com (estacional) |
| Irlanda             |                                                                 | |
| Dublín              | Aeropuerto de Dublín                                            | Aer Lingus / Ryanair |
| Islandia            |                                                                 | |
| Reykiavik           | Aeropuerto Internacional de Keflavík                            | Jet2.com (estacional) |
| Italia              |                                                                 | |
| Bérgamo             | Aeropuerto de Bérgamo-Orio al Serio                             | Ryanair |
| Nápoles             | Aeropuerto de Nápoles-Capodichino                               | TUI Airways (estacional) |
| Palermo             | Aeropuerto de Palermo-Punta Raisi                               | Jet2.com (estacional) (inicia el 26 de mayo de 2026) |
| Roma                | Aeropuerto de Roma-Fiumicino                                    | Jet2.com (estacional) |
| Turín               | Aeropuerto de Turín-Caselle                                     | TUI Airways (estacional) |
| Verona              | Aeropuerto de Verona-Villafranca                                | Jet2.com (estacional) / TUI Airways (estacional) |
| Jersey              |                                                                 | |
| Jersey              | Aeropuerto de Jersey                                            | Blue Islands (estacional) / Jet2.com (estacional) |
| Malta               |                                                                 | |
| La Valeta           | Aeropuerto Internacional de Malta                               | EasyJet (estacional) (reinicia el 30 de marzo de 2026) / Jet2.com (estacional)                                                                                       |
| Noruega             |                                                                 | |
| Bergen              | Aeropuerto de Bergen                                            | Jet2.com (estacional) / Loganair (estacional) |
| Stavanger           | Aeropuerto de Stavanger-Sola                                    | Loganair |
| Países Bajos        |                                                                 | |
| Ámsterdam           | Aeropuerto de Ámsterdam-Schiphol                                | EasyJet / KLM |
| Polonia             |                                                                 | |
| Breslavia           | Aeropuerto de Breslavia-Copérnico                               | Ryanair |
| Cracovia            | Aeropuerto de Cracovia-Juan Pablo II                            | Jet2.com (estacional) / Ryanair |
| Gdansk              | Aeropuerto de Gdańsk-Lech Wałęsa                                | Jet2.com (estacional) (inicia el 27 de noviembre de 2025) / Ryanair (estacional)                                                                                     |
| Portugal            |                                                                 | |
| Faro                | Aeropuerto de Faro                                              | EasyJet (estacional) (reinicia el 29 de marzo de 2026) / Jet2.com / Ryanair                                                                                          |
| Funchal             | Aeropuerto de Madeira                                           | Jet2.com |
| Oporto              | Aeropuerto de Oporto-Francisco Sá Carneiro                      | Jet2.com (estacional) (inicia el 22 de mayo de 2026) |
| República Checa     |                                                                 | |
| Praga               | Aeropuerto de Praga                                             | EasyJet (inicia el 2 de agosto de 2026) / Jet2.com (estacional) |
| Suiza               |                                                                 | |
| Ginebra             | Aeropuerto Internacional de Ginebra                             | EasyJet (estacional) / Jet2.com (estacional) / TUI Airways (estacional)                                                                                              |

## Estadísticas

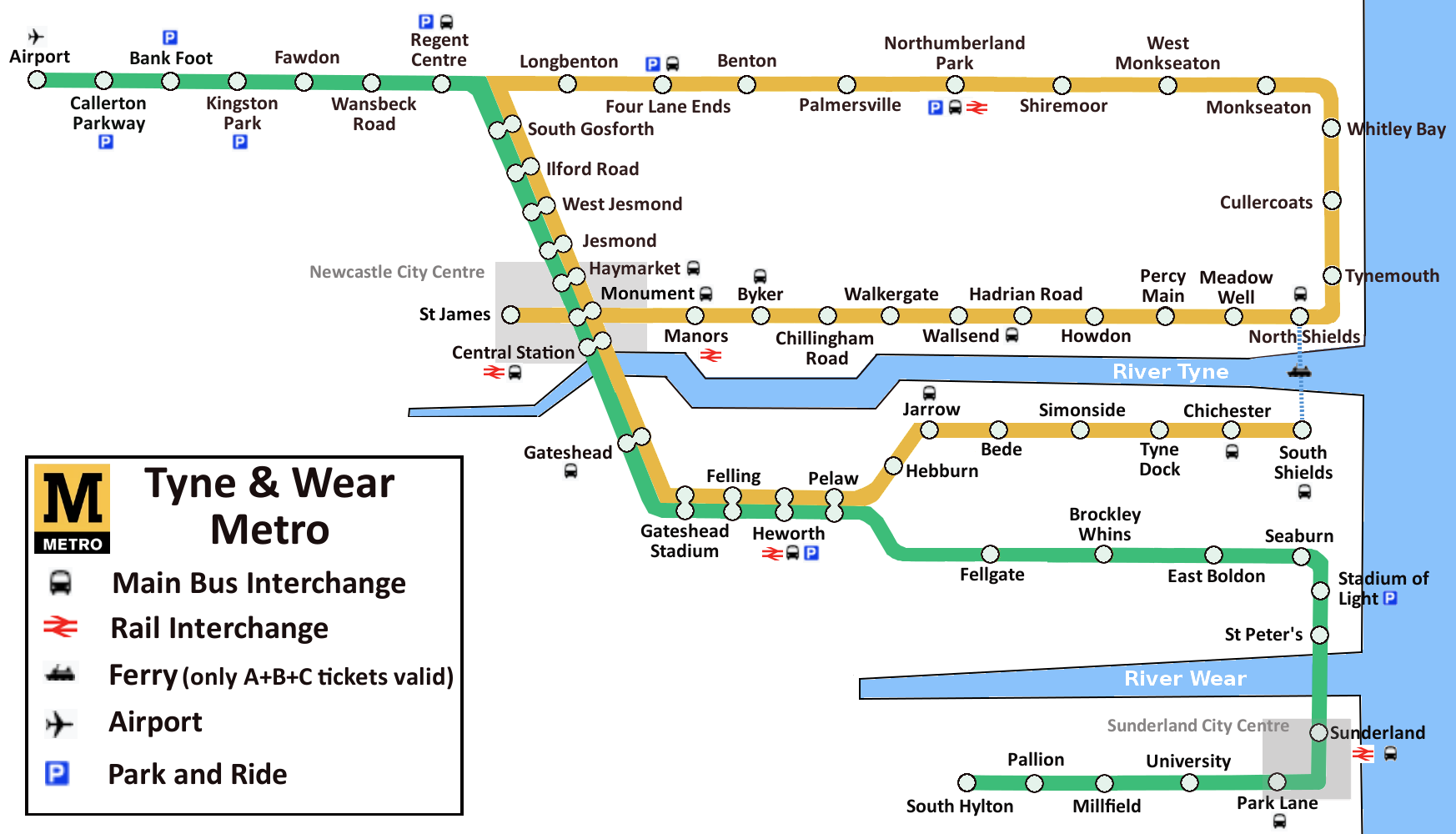
El Metro de Tyne y Wear sirve el aeropuerto

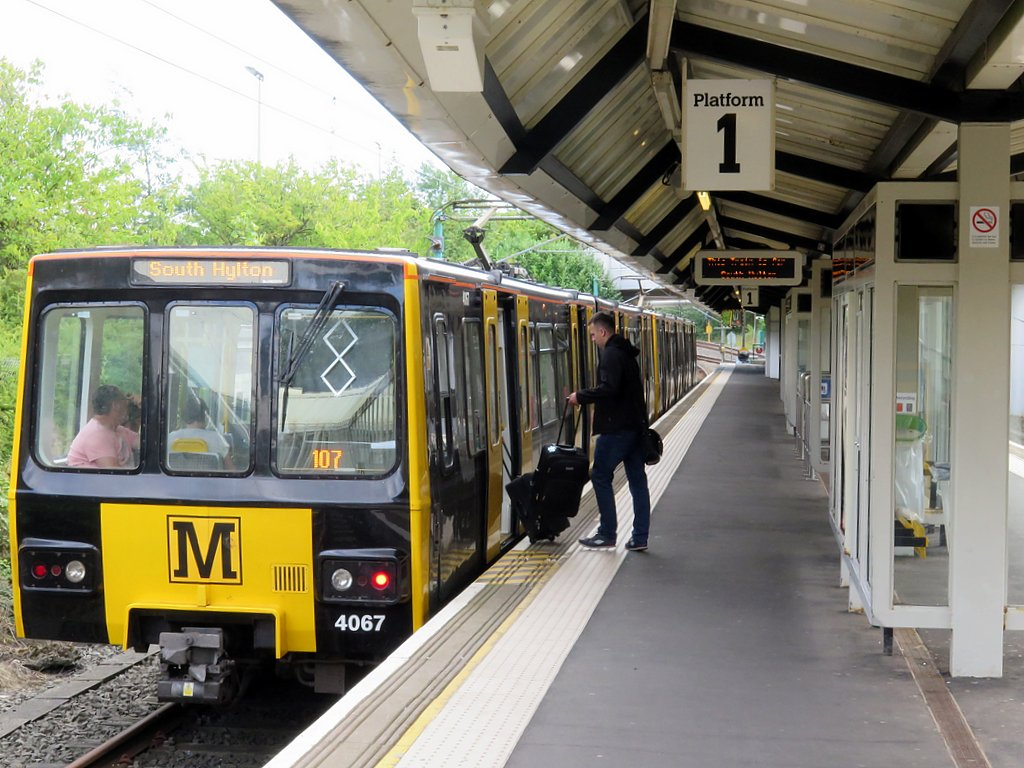
La Estación Newcastle Airport está conectada a la terminal por una pasarela cubierta accesible

Ver fuente y consulta Wikidata.
| Puesto | Aeropuerto            | Pasajeros | Variación % |
| ------ | --------------------- | --------- | ----------- |
| 1      | Londres Heathrow      | 326.471   | 184,3%      |
| 2      | Ámsterdam             | 255.437   | 168,8%      |
| 3      | Alicante              | 240.557   | 254,3%      |
| 4      | Palma de Mallorca     | 239.492   | 323,6%      |
| 5      | Tenerife Sur          | 237.928   | 297,3%      |
| 6      | Belfast Internacional | 193.824   | 62,5%       |
| 7      | Dublín                | 176.672   | 322,9%      |
| 8      | Málaga                | 148.294   | 241,7%      |
| 9      | Dubái Internacional   | 144.456   | 718,1%      |
| 10     | Lanzarote             | 140.191   | 394,8%      |